# Ziegenhaar-Fall
Der Ziegenhaar-Fall ist ein Fallbeispiel in der Rechtswissenschaft, in dem die notwendige Kausalität zwischen Tathandlung und Taterfolg beschrieben wird. Er basiert auf einem Urteil des Reichsgerichts vom 23. April 1929 (RGSt 63, 211).

## Sachverhalt
Der Angeklagte war Angestellter einer Pinselfabrik, in der er Ziegenhaare zu Pinselborsten verarbeitete. Er ließ über einen Händler Ziegenhaare aus China importieren und unterließ es entgegen den Vorschriften, diese vor der Verarbeitung zu desinfizieren. Die Ziegenhaare enthielten Milzbranderreger, mit denen sich sodann fünf Fabrikarbeiter infizierten, von denen vier verstarben.
Das Schöffengericht verurteilte den Angeklagten wegen fahrlässiger Tötung und fahrlässiger Körperverletzung. Das Berufungsgericht sprach den Angeklagten hingegen frei, nachdem ein Sachverständigengutachten bescheinigte, dass mit den damals verfügbaren Methoden zur Desinfektion keine vollständige Keimfreiheit zu erwarten gewesen wäre, die Arbeiter sich also zur Überzeugung des Richters auch nach einer erfolgten Desinfektion mit dem Milzbranderreger angesteckt hätten. Somit lasse sich die notwendige Kausalität zwischen Tathandlung und Taterfolg nicht nachweisen, der Angeklagte sei nach dem Grundsatz in dubio pro reo freizusprechen. Hiergegen richtete sich die Revision der Staatsanwaltschaft.

## Zusammenfassung des Urteils
Das Reichsgericht hob den Freispruch des Berufungsgerichts auf und verwies den Fall an das Berufungsgericht zurück.
Nach der Auffassung des Reichsgerichts hatte das Berufungsgericht zu strenge Anforderungen an die Bejahung der Kausalität zwischen Tathandlung und Taterfolg gestellt. Als Ursache eines Taterfolgs gelte nach Ansicht des Gerichts jede sich als Bedingung des Erfolgs darstellende Handlung oder Unterlassung, die nicht hinweg gedacht werden kann, ohne dass der Erfolg entfiele. Liegt im Einzelfall der Nachweis vor, dass ein schädigendes Ereignis aufgrund eines menschlichen Verhaltens eingetreten ist, reicht nicht bereits die bloße, schwer oder gar nicht zu berechnende Ursache, welche die gleiche Wirkung haben könnte, wenn die Bedingung nicht eingetreten wäre, um die Kausalität zwischen Tathandlung und Taterfolg zu verneinen. Nur wenn mit Gewissheit oder an Gewissheit grenzender Wahrscheinlichkeit feststünde, dass das schädigende Ereignis auch dann eingetreten wäre, wenn die Tathandlung bzw. Unterlassung nicht erfolgt wäre, kann die Kausalität zwischen Taterfolg und Tathandlung verneint werden.
Dem wird die Entscheidung des Berufungsgerichts nicht gerecht, indem es bereits die bloße Möglichkeit, dass sich die Arbeiter auch nach erfolgter Desinfektion mit dem Milzbranderreger infiziert hätten, ausreichen lässt, um die Kausalität zwischen Tathandlung und Taterfolg zu verneinen. Aber selbst wenn dies mit an Gewissheit grenzender Wahrscheinlichkeit feststünde, hätte das Berufungsgericht zusätzlich prüfen müssen, ob das auch für den Tod der Arbeiter gilt. Denn nach Ansicht des Reichsgerichts müsse nicht jede Milzbrandinfektion zwangsläufig zum Tod führen, und auch im hier vorliegenden Fall hatte ein Arbeiter die Infektion überlebt. Das Reichsgericht könne demnach nicht ausschließen, dass eine Desinfektion, wenn nicht zur vollständigen Verhinderung der Infektion, dann wenigstens zu einem milderen Verlauf der Krankheit geführt hätte, die dann nicht zwangsläufig mit dem Tod geendet hätte.

## Wirkung des Urteils
Das Urteil wird heute – obwohl es ursprünglich um eine andere Rechtsfrage ging – häufig im Jurastudium zur Beantwortung der Frage herangezogen, ob es sich bei der nicht erfolgten Desinfektion der Ziegenhaare um ein aktives Tun oder um ein Unterlassen handelt. Die in der Literatur vorherrschende Meinung sieht hier allerdings in der Handlung des Angeklagten, die nicht desinfizierten Ziegenhaare dem Arbeiter zu übergeben, ein aktives Tun des Angeklagten und damit eine Strafbarkeit wegen fahrlässiger Körperverletzung resp. Tötung.